# Helicophanta gloriosa
Helicophanta gloriosa es una especie de molusco gasterópodo de la familia Acavidae en el orden de los Stylommatophora.

## Distribución geográfica
Es  endémica de Madagascar.
- Datos: Q5705141
- Multimedia: Helicophanta gloriosa / Q5705141
- Especies: Helicophanta gloriosa